# 탈카
탈카(스페인어: Talca)는 칠레 마울레 주의 주도로 탈카 현의 코무나이다.